# Lockheed NF-104A
El Lockheed NF-104A fue un avión de entrenamiento aeroespacial estadounidense de propulsión mixta (turborreactor-cohete), derivado del interceptor supersónico de alto rendimiento F-104 Starfighter y que sirvió como vehículo de entrenamiento de bajo coste para los astronautas del programa X-15 y del proyectado X-20 Dyna-Soar.

Fueron construidos tres NF-104A a partir de la modificación de aviones Lockheed F-104A Starfighter existentes y sirvieron en la Escuela de Pilotos de Investigación Aeroespacial entre 1963 y 1971. Las modificaciones incluían un pequeño motor cohete suplementario y un sistema de control de reacción para el vuelo en las altas capas de la atmósfera. Durante el programa de pruebas, la altitud máxima alcanzada fue superior a los 120 000 pies (36 600 m). Uno de los aviones resultó destruido en un accidente mientras estaba siendo pilotado por Chuck Yeager. El accidente fue descrito en el libro Elegidos para la gloria y representado en la película de mismo nombre.

## Desarrollo
Con la llegada de los vuelos espaciales humanos a principios de los años 60, la Escuela de Pilotos de Pruebas de Vuelo Experimental de la Fuerza Aérea de los Estados Unidos en la Base de la Fuerza Aérea Edwards fue rebautizada como Escuela de Pilotos de Investigación Aeroespacial (ARPS), con el énfasis puesto en alejar el entrenamiento del tradicional curso de piloto de pruebas hacia un currículo más orientado al vuelo espacial.

### Uso inicial de aviones F-104 sin modificar
Se obtuvo y se usó una cantidad de F-104 Starfighter de producción (incluyendo modelos biplaza F-104D) por parte de la ARPS para simular los perfiles de aproximación de planeo de baja sustentación/alta resistencia del X-15 y del proyectado programa del X-20 Dyna-Soar. Estas maniobras se comenzaban a 3700 m (12 000 pies), donde el motor del F-104 se ponía al 80% de potencia; y con los flaps, aerofrenos y tren de aterrizaje extendidos, el avión se ponía en un picado de 30° con una maniobra de palanca arriba para levantar el morro iniciada a 500 m (1500 pies) sobre el terreno. Estas aproximaciones en planeo dejaban poco margen de error.

### Sistema de control de reacción

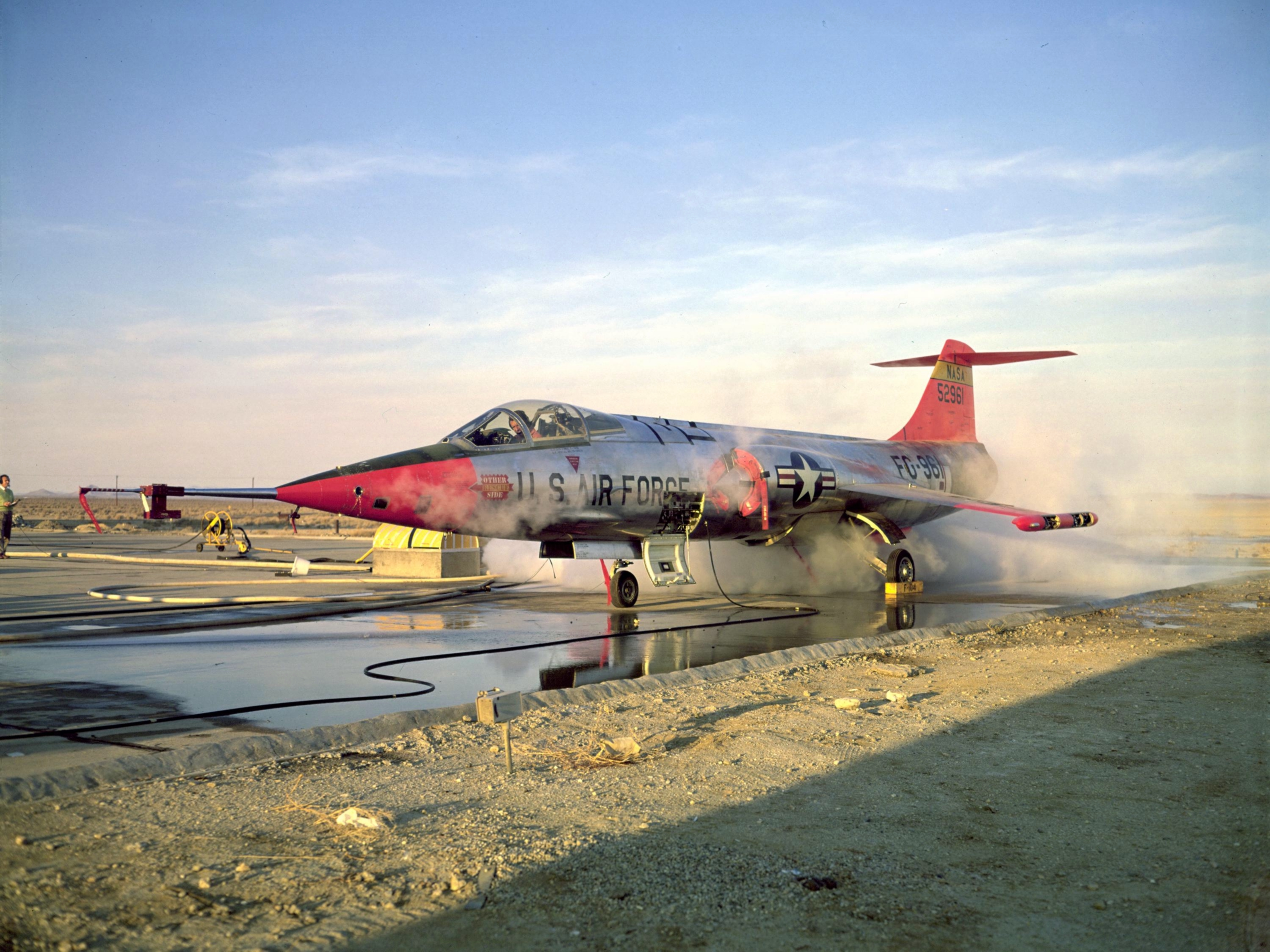
JF-104 durante las pruebas del RCS.

Se constató que las superficies de control normales de un avión tenían poco o ningún efecto en el tenue aire de la estratosfera superior y que cualquier avión que operase a altitudes extremadamente altas necesitaría ser equipado con un Sistema de Control de Reacción (RCS). Una versión modificada del Bell X-1 fue usada para realizar las pruebas iniciales de RCS, pero fue inmovilizado en tierra debido a problemas técnicos. Fue reemplazado en 1959 por un Lockheed F-104A (55-2961) modificado por la NASA, que llevaba sistemas RCS en sus puntas alares y en el morro del fuselaje. Este avión (designado JF-104) alcanzó una altitud máxima de 25 300 m (83 000 pies) durante el programa de pruebas. Los pilotos que volaron este avión incluyen a Neil Armstrong, que ganó una valiosa experiencia en el uso del RCS. Los pilotos se quejaron de que era difícil leer las pantallas de instrumentos y que no eran lo suficientemente precisos para los críticos perfiles de ascenso requeridos para alcanzar grandes altitudes.

### Contrato de Lockheed
La USAF concedió un contrato a Lockheed para modificar tres aviones F-104 para realizar la tarea específica de entrenador aeroespacial en 1962. Las células se sacaron del almacenaje en el AMARC y fueron transportadas a la fábrica de la compañía para su modificación.

## Diseño y perfil de vuelo
El diseño del F-104A ya estaba establecido como un avión ligero de altas prestaciones. Para el proyecto AST, se puso el énfasis en retirar el equipo innecesario, equiparlo con un motor cohete que complementase al reactor existente, equiparlo de un sistema RCS de a bordo y mejorando la instrumentación requerida. Los siguientes detalles son las principales diferencias entre la versión de producción y el AST:

### Ala
La envergadura del NF-104A fue aumentada con la adición de extensiones de punta de ala. Esta modificación era necesaria para albergar los propulsores de control de alabeo del RCS y también reduciría la carga alar del modelo.

### Superficies de cola
La aleta vertical y timón fueron reemplazados por las versiones de mayor superficie del F-104 biplaza y fueron modificados estructuralmente para permitir la instalación del motor cohete.

### Fuselaje
El radomo del morro de fibra de vidrio fue reemplazado por un recubrimiento de aluminio y albergaba los propulsores del RCS de cabeceo y guiñada.
Las tomas de aire diseñadas originalmente por Ben Rich eran de la misma geometría que las del F-104A, pero incluían extensiones en los conos de entrada que optimizaban la operación del motor a altos números de Mach.
Las diferencias internas del fuselaje incluían la provisión de depósitos de combustible de cohete oxidante, la retirada del cañón M61 Vulcan, del equipo radar y de la aviónica innecesaria. Se instaló un depósito de nitrógeno para la presurización de la cabina. Esto se requería ya que no habría aire sangrado disponible del motor después de su habitual y previsto apagado en la fase de ascenso.

### Motor cohete
En adición al motor a reacción estándar General Electric J79, se equipó con un motor cohete Rocketdyne AR2-3 en la base de la aleta vertical. Este motor quemaba una mezcla de combustible para reactores JP-4 y una solución del oxidante peróxido de hidrógeno al 90%. El NF-104 llevaba suficiente oxidante para operar el motor cohete durante 100 segundos aproximadamente. El nivel de empuje podía ser ajustado al máximo o a aproximadamente a la mitad de la potencia por el piloto, usando una palanca adicional de potencia situada en el lado izquierdo de la cabina.

### Sistema de Control de Reacción
El Sistema de Control de Reacción (RCS) consistía en ocho propulsores de cabeceo/guiñada (cuatro para cada eje) y cuatro propulsores de alabeo. Usaban el mismo tipo de combustible de peróxido de hidrógeno que el motor cohete principal, de un depósito específico de 70 kg, y eran controlados por el piloto usando una palanca montada en el panel de instrumentos. Los propulsores de cabeceo/guiñada estaban calibrados a 500 N (113 lbf) de empuje cada uno y los de alabeo, a 190 N (43 lbf) de empuje.

### Perfil de vuelo típico

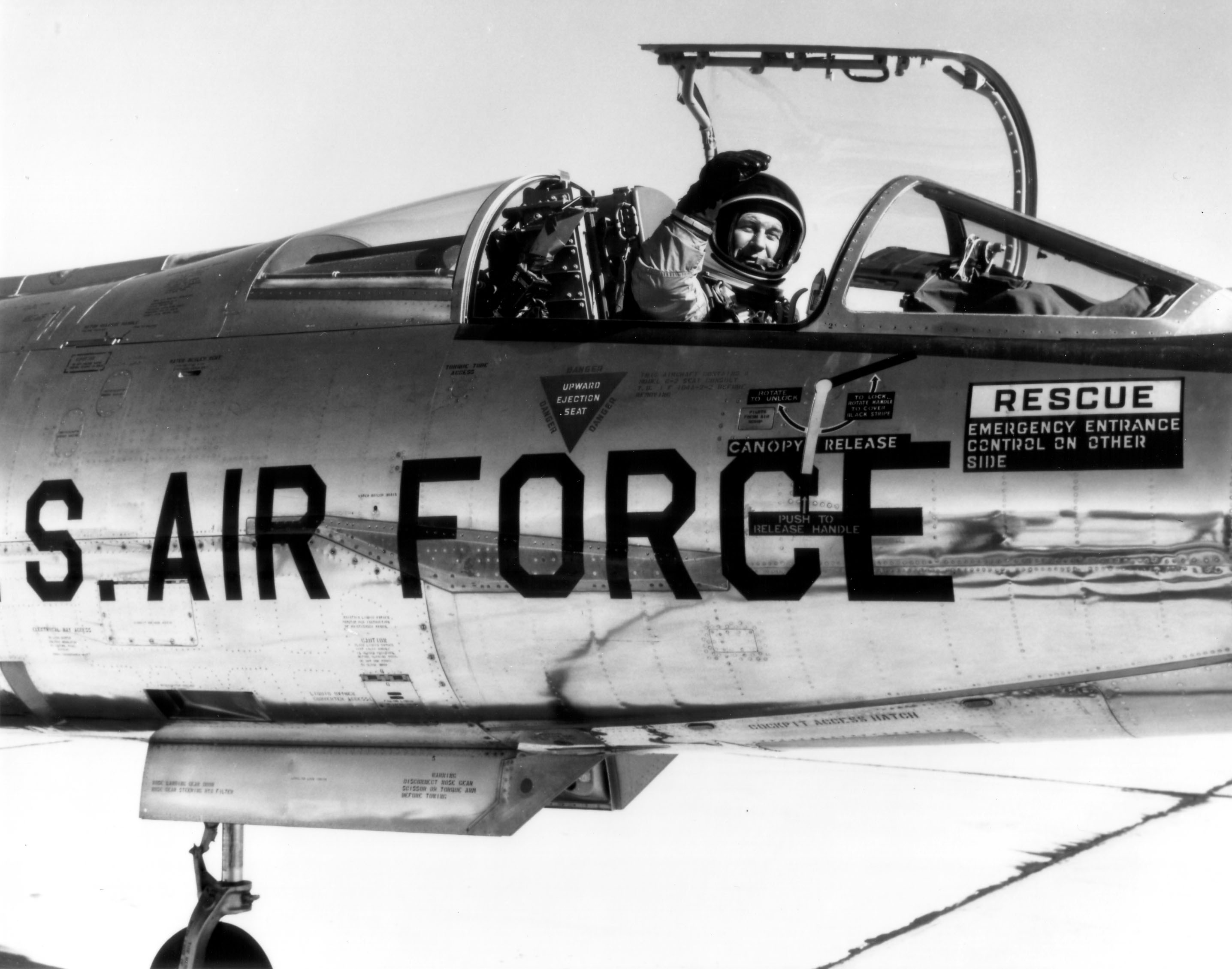
Chuck Yeager en la cabina de un NF-104A, 4 de diciembre de 1963.

El NF-104A era capaz de alcanzar grandes altitudes gracias a una combinación de trepada (adquiriendo alta velocidad en un picado suave a gran altitud, y luego ascendiendo bruscamente, convirtiendo velocidad e impulso en altitud) y el uso del motor cohete (para alcanzar mayores velocidades y para mantener el régimen de ascenso tanto como fuera posible después de entrar en la trepada). Una misión típica implicaba una aceleración nivelada a 10 700 m (35 000 pies) a Mach 1,9, donde sería encendido el motor cohete, y cuando se alcanzase Mach 2,1, el avión se elevaría en un ángulo de ascenso de 50-70° aplicando cuidadosamente una carga equivalente a 3,5 g. El posquemador del J79 comenzaría a ser reducido hasta aproximadamente los 21 300 m (70 000 pies), seguido poco después de un corte manual de combustible del motor a reacción principal alrededor de los 25 900 m (85 000 pies), para prevenir que el rápido ascenso de la temperatura del motor dañara las etapas de la turbina del mismo. Tras continuar hasta la parte superior de su arco balístico, el NF-104 descendería de vuelta al aire más denso donde el motor principal podría ser reencendido usando la técnica de molinete de recuperación para aterrizar.

## Historia operacional

### Primer NF-104A
El primer NF-104A (USAF 56-0756) fue aceptado por la USAF el 1 de octubre de 1963. Rápidamente estableció un nuevo récord no oficial de altitud de 36 230 m (118 860 pies) y lo superó el 6 de diciembre del mismo año al alcanzar una altitud de 36 800 m (120 800 pies). Sufrió una explosión del motor cohete en vuelo en junio de 1971. Aunque el piloto fue capaz de aterrizar con seguridad, el dañado avión fue retirado y marcó el final del proyecto del NF-104. Este avión fue transferido al Museo Nacional de la Fuerza Aérea de los Estados Unidos. Actualmente está en exhibición en Nevada County Air Park, Grass Valley, California, llevando las marcas del "56-0751".

### Segundo NF-104A

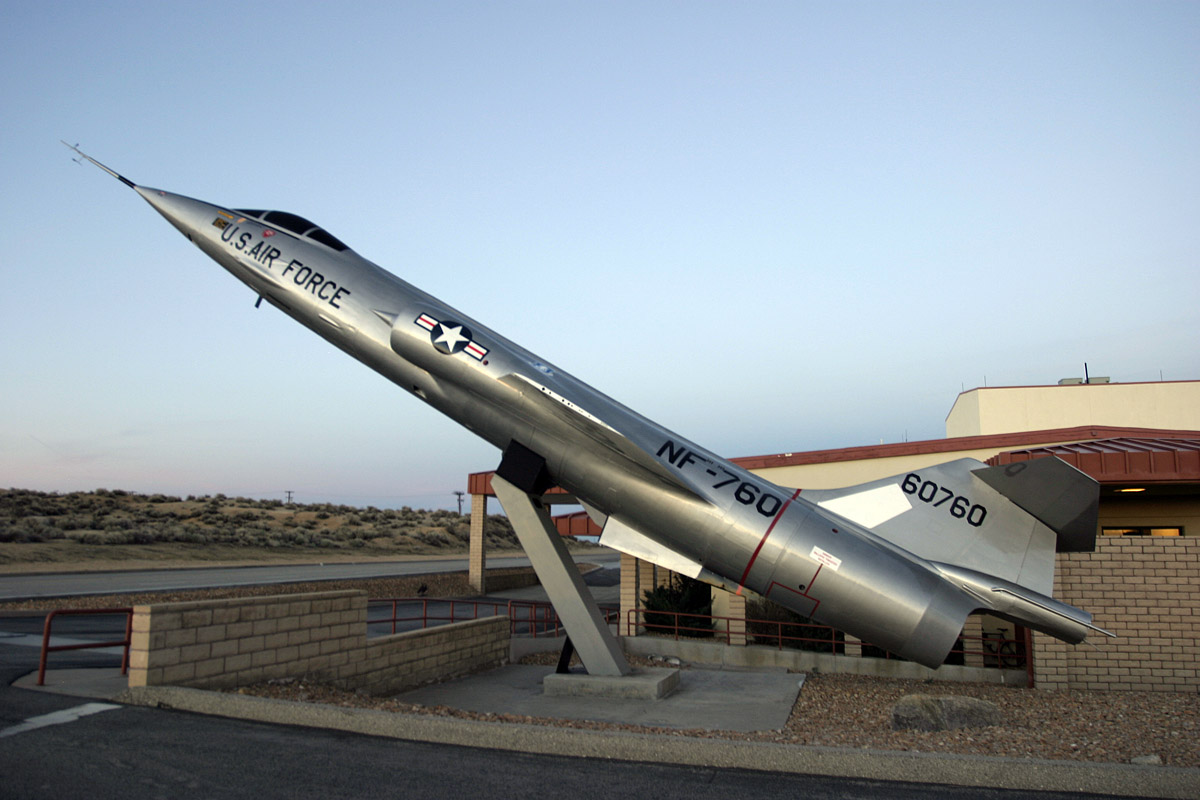
NF-104A Número de Cola 760 en la Escuela de Pilotos de Pruebas de la USAF.

El segundo NF-104A (USAF 56-0760) fue aceptado por la USAF el 26 de octubre de 1963. Tras su retirada, este avión fue montado en un pedestal por fuera de la Escuela de Pilotos de Pruebas de la USAF en la Base de la Fuerza Aérea Edwards, y todavía puede verse allí actualmente. Las puntas alares extendidas, el cono metálico del morro del RCS y otras partes del 56-0760 fueron prestadas a Darryl Greenamyer para sus intentos de récord de aviación civil usando un F-104 muy modificado. Cuando fue forzado a eyectarse durante un vuelo de récord, su avión resultó destruido y las partes nunca fueron devueltas.

### Tercer NF-104A
El tercer NF-104A (USAF 56-0762) fue entregado a la USAF el 1 de noviembre de 1963, y fue destruido en un accidente mientras era pilotado por Chuck Yeager, el 10 de diciembre de 1963. Este accidente fue descrito en el libro Yeager: An Autobiography, el libro Elegidos para la gloria y la película de mismo nombre El avión usado en la película era un F-104G estándar que volaba con sus depósitos de punta alar desmontados, pero carecía de cualquiera de las modificaciones del NF-104, siendo lo más visible el angulado motor cohete del estabilizador vertical.

## Especificaciones (NF-104A)
Referencia datos: Libis.

### Características generales
- Tripulación: Uno (piloto)
- Longitud: 16,6 m
- Envergadura: 7,84 m
- Altura: 4,1 m
- Superficie alar: 19,77 m²
- Perfil alar: Bi-convex 3,36%
- Peso vacío: 6080 kg
- Peso cargado: 9890 kg
- Planta motriz: 

  - 1× turborreactor General Electric J79-GE-3B de 42,7 kN (4354 kgf; 9600 lbf) de empuje y
  - 1× motor cohete de combustible líquido Rocketdyne AR2-3 de 26,7 kN (2722 kgf; 6000 lbf) de empuje.

### Rendimiento
- Velocidad máxima operativa (Vno): Mach 2,2

### Desarrollos relacionados
- Lockheed XF-104
- Canadair CF-104
- Aeritalia F-104S
- Lockheed CL-1200 Lancer y X-27

### Aeronaves similares
- Saunders-Roe SR.53
- Saunders-Roe SR.177

### Secuencias de designación
- Secuencia F-_ (Cazas (Fighter) de la USAF, 1948-1962): ← F-101 - F-102 - XF-103 - XF-104/F-104 - F-105 - F-106 - F-107 →